# Deinosuchus
Deinosuchus ('vreselijke krokodil') is een geslacht van reusachtige uitgestorven krokodillen, behorend tot de groep van de Eusuchia die  tijdens het Krijttijdperk in het huidige Noord-Amerika leefden. De typesoort is Deinosuchus hatcheri.

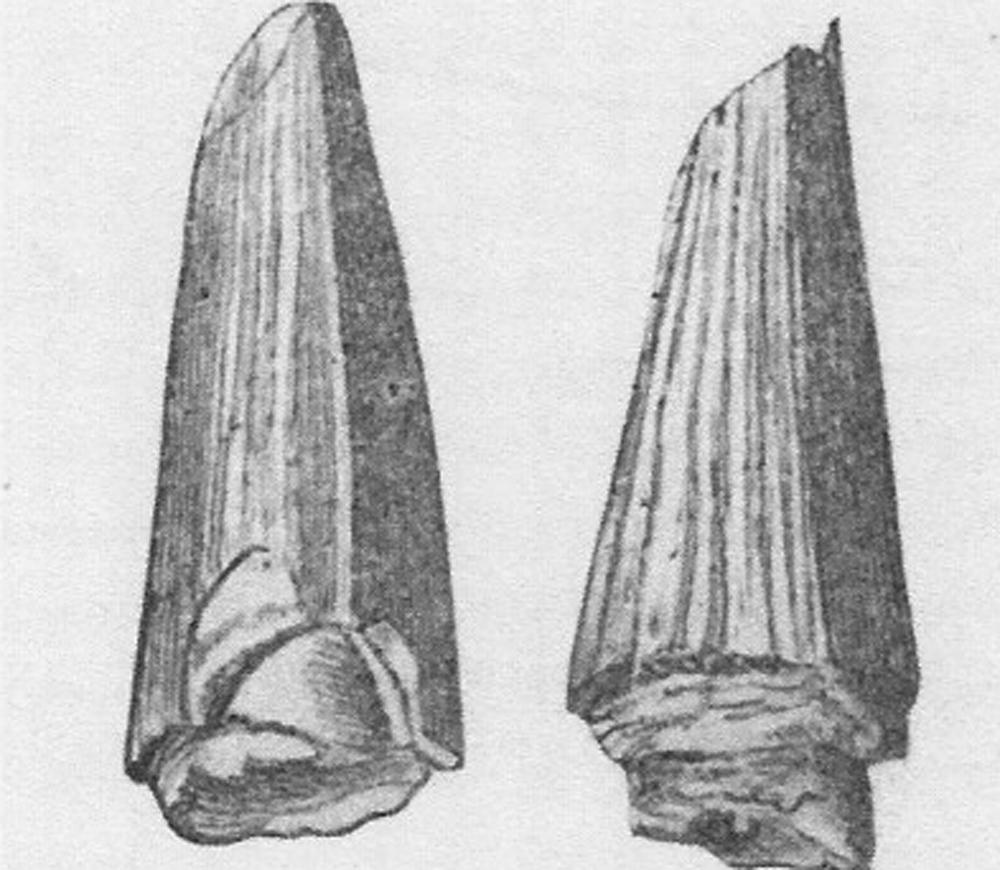
De tand van Pliogonodon (=Deinosuchus?).

## Omschrijving
Tot nu toe zijn van Deinosuchus alleen fossiele schedels gevonden die tot twee meter lang zijn. De totale lengte van deze krokodil moet worden geschat in vergelijking met de momenteel levende soorten, waarbij de vastgestelde waarden ongeveer tien meter zijn. Sommige onderzoekers gaan uit van maximaal vijftien meter. Gedurende vele decennia werd het dier beschouwd als de grootste vertegenwoordiger in de geschiedenis van de krokodillen. Fossiele vondsten van krokodillen zoals Sarcosuchus, Purussaurus en Rhamphosuchus toonden echter aan dat ze een vergelijkbare lengte konden bereiken. Sarcosuchus is het enige geslacht waarvan een compleet skelet bestaat. Deinosuchus was waarschijnlijk compacter gebouwd dan de krokodillen van vandaag. Tegenwoordig wordt de lengte geschat op tien tot twaalf meter.
De verhoudingen van de schedel van Deinosuchus zijn vergelijkbaar met die van de huidige nijlkrokodil, een dier met een breed scala aan prooien dat op schildpadden, vissen en schaaldieren in het water jaagt en loert op grote zoogdieren zoals wildebeesten en zebra's, die aan de oever komen om te drinken. Vanwege de anatomische overeenkomst wordt aangenomen dat Deinosuchus hetzelfde gedrag vertoonde bij het jagen op grote gewervelde landdieren. Deinosuchus loerde vermoedelijk in rivieren of moerassen op dinosauriërs en andere dieren van zijn eigen omvang zoals Albertosaurus en Appalachiosaurus montgomeriensis , die te dicht bij het water kwamen. Hij greep de prooi met zijn sterke kaken en grote, maar stompe conische tanden en trok hem naar het water om hem te verdrinken. De bijtkracht was maximaal 102 kilonewton met een lichaamsgewicht van 3,45 ton.

## Tand
Een tand die vermoedelijk uit het Mioceen afkomstig is wordt soms toegeschreven aan Deinosuchus. De tand wordt Pliogonodon genoemd en soms ook aan Voay toegeschreven of als een lid van de Goniopholididae gezien. Vooralsnog is het onzeker aan welk van de drie de tand toebehoort en uit welke tijd het fossiel stamt.

## Vondsten
Fossielen van Deinosuchus zijn gevonden in zowel zoetwater- als zee-afzettingen. Het eerste fossiel van de soort Deinosuchus hatcheri werd gevonden door William Jacob Holland in Willow Creek (Montana) in de Judith River-formatie. Andere vondsten in Big Bend National Park in Texas werden in 1954 door Edwin Harris Colbert en R.T. Bird aan het geslacht Phobosuchus toegewezen. In de tussentijd werden ze geclassificeerd als Deinosuchus riograndensis. Andere vondsten werden gedaan in Alabama, Georgia, New Jersey, North Carolina, Wyoming en New Mexico. Deinosuchus werd oorspronkelijk toegewezen aan de familie van de echte krokodillen (Crocodylidae), maar na de ontdekking van een goed bewaard stuk van de schedel, wordt het beschouwd als een oorspronkelijk lid van de Alligatoroidea.

## Soorten
Er werden tot dusver twee soorten beschreven:
- Deinosuchus rugosus
- Deinosuchus riograndensis